# Vitesse maximale autorisée sur route

Les limitations de vitesse dans le monde. Les panneaux ronds indiquent les limites en kilomètres par heure (km/h) et les panneaux rectangulaires indiquent celles en milles par heure (mph).

Les vitesses maximales autorisées sur la route sur les panneaux de signalisation routière dans le monde :
Kilomètre par heure (km/h)
Mille par heure (mph)
Les deux
Aucun

La vitesse maximale autorisée sur route (VMA) est la vitesse qu'un conducteur de véhicule ne peut dépasser sous peine d'encourir des sanctions. Elle devrait toujours être adaptée au tracé et à la dangerosité de la route mais tient rarement compte des conditions météorologiques.
Elle est établie par les autorités publiques compétentes en fonction de diverses considérations, au premier rang desquelles figure la sécurité routière. L'inadaptation de la vitesse pratiquée aux circonstances rencontrées est en effet l'un des principaux facteurs d'accident, et un facteur aggravant dans tous les cas. La VMA varie ainsi selon les lieux et conditions de circulation.
Son acceptation par la population concernée, le besoin de mobilité de cette dernière, la protection de l'environnement, les économies d'énergie, sont également pris en compte pour la déterminer. Elle ne constitue pas un droit absolu : la maîtrise de son véhicule par un conducteur est une exigence qui s'impose à lui en toutes circonstances.
Pour les pouvoirs publics, toute vitesse constatée supérieure à la vitesse maximale autorisée est dite excessive et considérée comme inadaptée, sauf dans les pays qui pratiquent une tolérance.

## Histoire

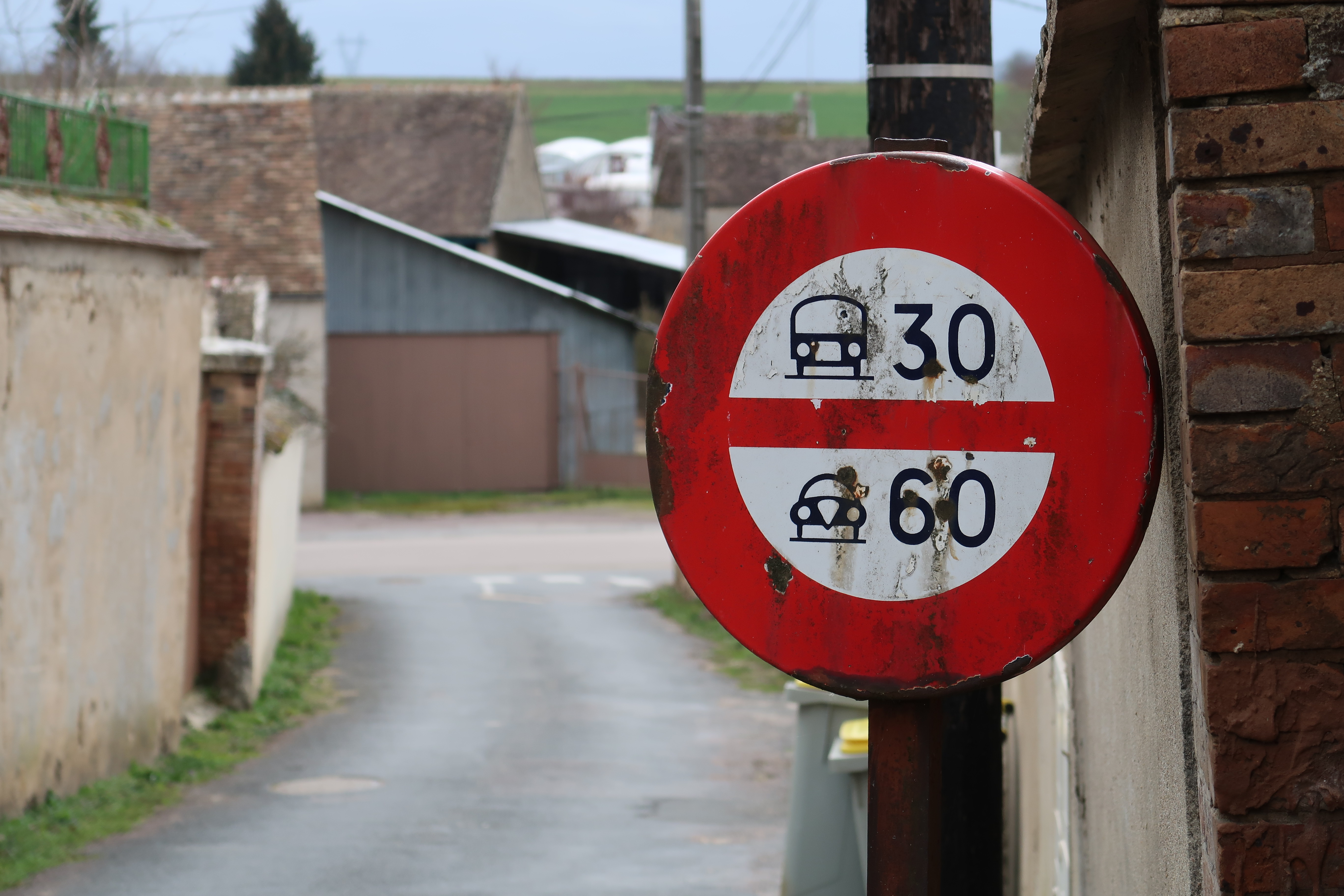
Ancien panneau fournissant deux limitations de vitesses pour deux classes différentes de véhicules

Les signalisations de limitations de vitesse ont d'abord été mises en œuvre pour les chevaux, avant que le parlement britannique ne fixe des vitesses maximales pour les véhicules à moteur en 1861. Le parlement britannique adopte le Locomotive Act qui plafonne la vitesse à 10 miles à l'heure à la campagne (16 km/h) et 5 miles à l'heure en ville (8 km/h).
En mars 1899, le gouvernement français instaure dans la première « Réglementation sur la circulation des automobiles » une limitation générale des vitesses de circulation sur le territoire de 30 km/h en rase campagne et de 20 km/h dans les agglomérations (sauf dérogation préfectorale ponctuelle liée à l'organisation d'une compétition). La limitation hors agglomération est abaissée en septembre 1901 par un décret rendant aussi  obligatoire la présence d'une « plaque d'identité » numérotée sur les véhicules capables de dépasser 30 km/h — autorisant de fait ces vitesses — facilitant l'identification des fuyards afin de responsabiliser les conducteurs et réduire ainsi le risque d'accident. Les limitations générales suivantes interviendront fin 1973 comme réponse au premier choc pétrolier et à l'hécatombe routière.
En 1973, les limitations de vitesse se généralisent en Europe.
Au fil des années, et selon les pays, différentes évolutions des limitations de vitesse ont été réalisées. Ces changements de limitations de vitesse peuvent permettre de déterminer les effets divers qu'ils peuvent avoir notamment sur la diminution de la mortalité.
Plus récemment, les baisses de limitation de vitesse sur certains types de route en France en juillet 2018 et en Espagne en février 2019 sont observés avec attention pour savoir si elles confirment la baisse attendue de mortalité routière.

## Objectifs des limitations de vitesse
Les limitations de vitesse établies dans le cadre de la sécurité routière ont pour objectif premier de réduire l'accidentalité. Elles peuvent également avoir d'autres objectifs, comme la réduction de la consommation de carburant, la réduction de la pollution due aux particules ou la réduction des nuisances sonores.
Au cours des décennies récentes, les travaux de recherche sur le lien entre la vitesse et le risque d'accident ont tous montré que la vitesse était étroitement corrélée avec la fréquence et la gravité des accidents routiers.
Dans différents pays, les accidents se produisent surtout en agglomération, ce qui justifie des limitations de vitesse discriminantes par rapport à l'urbanisation.
Les recommandations de vitesses proposées par le Forum international des transports (OCDE) dans le cadre d'un « Système sûr » sont de 30 km/h dans les zones urbaines (hors voies réservées aux automobiles), de 50 km/h dans les zones avec risque d'impact par le côté, et de 70 km/h, pour les zones avec risque de choc frontal (routes de campagne sans séparation médiane).
Les demandes d'abaissement des limitations de vitesse en France sont pointées du doigt par quelques personnes (l'économiste Pascal Salin, Jean-Philippe Feldman et Jean Poulit), qui considèrent qu'un abaissement produirait des résultats limités du point de vue de la sécurité routière et coûterait cher. De leur point de vue, les trajets sont rallongés et conduisent ainsi à une perte de temps pour les individus qui travaillent (effet à court terme). À long terme, cela pourrait conduire à une augmentation du chômage, les bassins d'emplois étant moins accessibles. Tout ceci pourrait conduire à une perte de 2 points de PIB, soit un coût de 40 milliards d'euros (2013). Pascal Salin et Jean-Philippe Feldman ont également attaqué les limitations de vitesse au nom des libertés. Cet argument a fait réagir un journaliste, Philippe Silberzahn, du même journal, Les Échos, qui parle d'« article effarant » et écrit « Pascal Salin et Jean-Philippe Feldman s'attaquent aux limitations de vitesse au nom de la défense des libertés. Il s'agit ni plus ni moins d'un dévoiement des principes du libéralisme au service d'un combat douteux ».
Une limitation de vitesse française par temps de pluie a été instaurée à la suite de l'accident de Beaune en juillet 1982, 53 tués : aucun accident français n'a été plus mortel sur les quarante années suivantes.

## Psychologie du conducteur
Il est parfois considéré que la signalisation de la limitation de vitesse joue un rôle mineur par rapport à la sensibilité des conducteurs à la vitesse et à la sécurité.
Pour respecter la limitation de vitesse, certains conducteurs prennent en compte le risque d’être arrêté par la police, d’être condamné, d’avoir à payer une amende ou de perdre son permis de conduire, plutôt que le risque d'un accident.
Certains conducteurs intègrent un facteur de tolérance supposé en excès de la vitesse maximale.
Les rares personnes réalisant des excès de vitesse importants sont considérées comme des « fous » du volant.

## Mise en œuvre

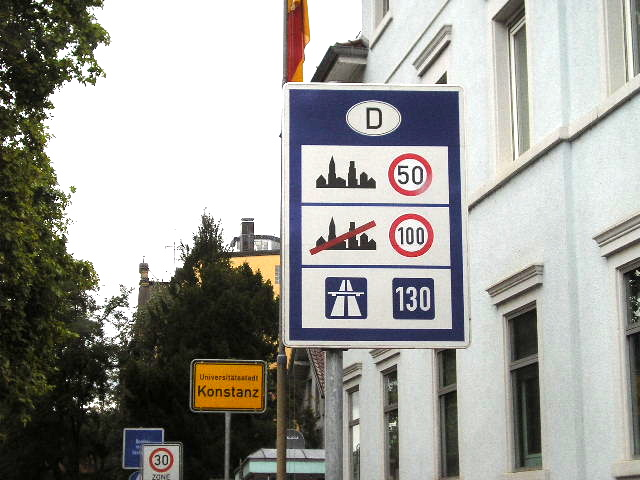
En Allemagne, la vitesse est libre sur autoroute, sauf sur certaines sections dont la vitesse est limitée. La vitesse conseillée est de 130 km/h.

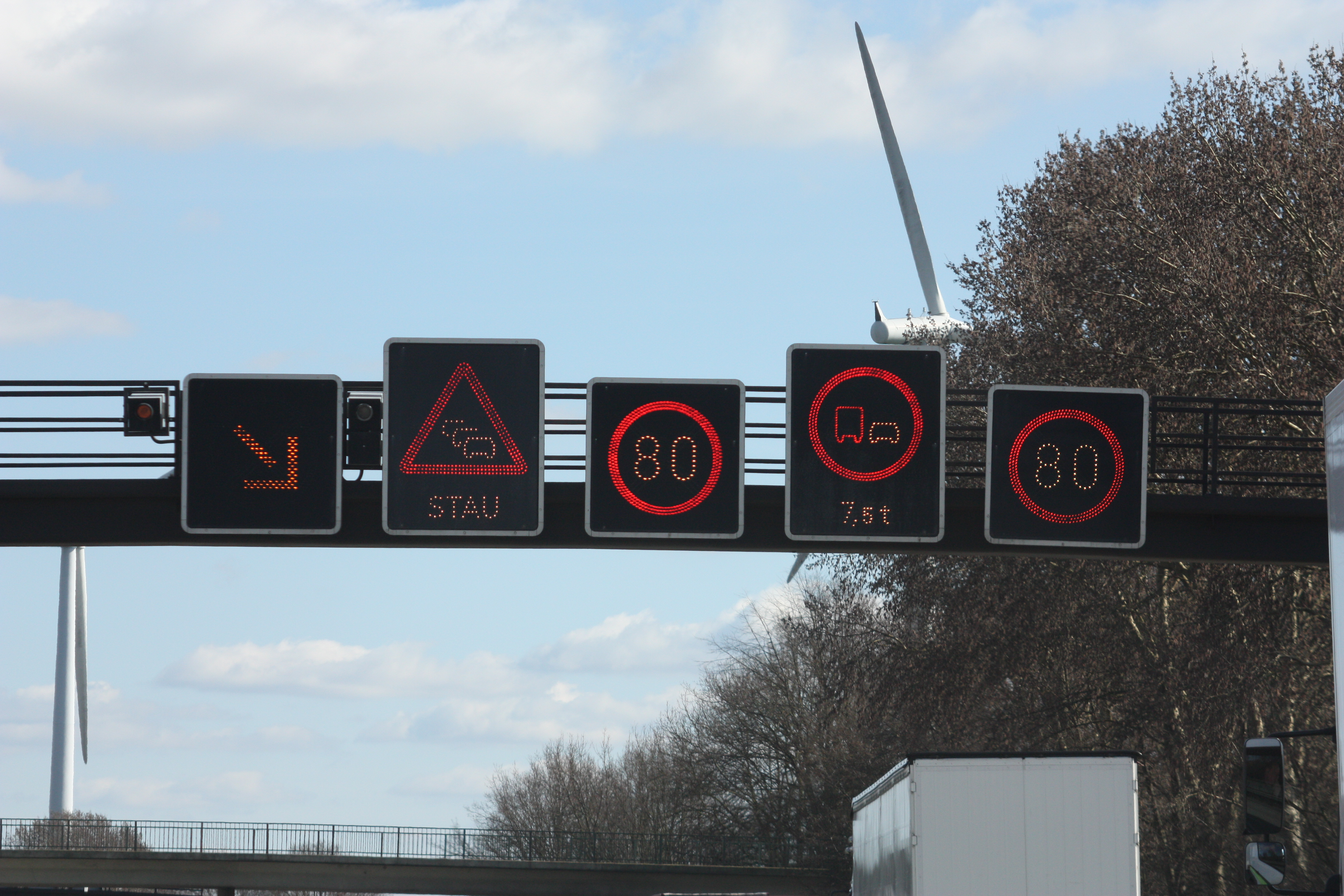
Signaux dynamiques de trafic sur autoroute allemande.

Les limitations de vitesse sont indiquées par des panneaux situés en bord de route, mais parfois elles sont aussi écrites par marquage au sol.
Les limitations de vitesse peuvent faire l'objet de contrôle radar puis de sanctions : amende, retrait de permis, prison.
Dans les cas les plus simples, les limitations de vitesse sont permanentes, c'est-à-dire qu'elles ne changent pas sans que cela ne soit décidé. En France, les limitations de vitesse sont implicitement réduites par temps de pluie.
En Allemagne, différentes formes de limitation de vitesse existent. La vitesse conseillée sur autoroute est de 130 km/h, qualifiée en langue allemande de Richtgeschwindigkeit. Cette recommandation n'est pas exécutoire ; cependant, être impliqué dans un accident en conduisant à des vitesses supérieures peut conduire le conducteur à être considéré comme responsable au moins partiellement du risque de vitesse accrue (Erhöhte Betriebsgefahr).
Selon la police allemande, 62 % du réseau d'autoroute n'est pas limité.
L'Institut fédéral de la voirie (Bundesanstalt für Straßenwesen) a demandé des informations sur les réglementations de vitesse sur les autoroutes en Allemagne aux seize Lands de l’État fédéral et a rapporté la comparaison suivante des années 2006 et 2008 :
| Type de route                                                 | 2006      | 2008      | Évolution |
| ------------------------------------------------------------- | --------- | --------- | --------- |
| Autoroutes                                                    | 24 735 km | 25 240 km | +505 km   |
| Vitesse libre (seulement recommandée à 130 km/h)              | 69,2 %    | 65,5 %    | −580 km   |
| Limite de vitesse variable (avec vitesse recommandée maximum) | 4,2 %     | 4,1 %     | −5 km     |
| Limite de vitesse permanente ou conditionnelle                | 26,7 %    | 30,4 %    | +1 090 km |

## Recommandations
L'ONU recommande les limitations de vitesse suivantes :
- Routes avec des usagers vulnérables (par exemple piétons) : 30 km/h
- Intersections avec des véhicules pouvant arriver latéralement : 50 km/h
- Routes avec possibilité de collision frontale : 70 km/h
- Routes sans risque de collision latérale ou frontale : ≥100 km/h

### Conception des routes
La vitesse que l'on peut pratiquer dépend des caractéristiques des routes. En conséquence dans certains réseaux routiers internationaux, les vitesses que l'on peut pratiquer sur la route sont prises en compte dès la phase de la conception de la route.
Les traités des Réseau routier du Mashreq, réseau routier asiatique et réseau routier européen prennent en compte ces contraintes de vitesse.
| Réseau      | Type de route              | Nombre de voies | Vitesse (km/h) | Largeur voie (mètres) | Rayon de courbure (mètres) | Rayon de courbure souhaité (mètres) | Distance d'arrêt (mètres) |
| ----------- | -------------------------- | --------------- | -------------- | --------------------- | -------------------------- | ----------------------------------- | ------------------------- |
| Asie (AH)   | Première                   | 4               | 120            | 3,50                  | 520                        | 1000                                |                           |
| Asie (AH)   | Classe 1                   | 4               | 100            | 3,50                  | 350                        | 600                                 |                           |
| Asie (AH)   | Classe 2                   | 2               | 80             | 3,50                  | 210                        |                                     |                           |
| Asie (AH)   | Classe 3                   | 2               | 60             | 3                     | 115                        |                                     |                           |
| Mashreq (M) | Autoroutes                 | 4               | 120            | 3,75                  | 755                        |                                     | 286                       |
| Mashreq (M) | Routes expresses et autres | 2               | 100            | 3,75                  | 435                        |                                     | 205                       |
| Europe (E)  | Autoroutes                 | 2x2             | 130            | 3,5                   | 1000                       |                                     | 300                       |
| Europe (E)  | Routes expresses           | (2x2)           | 120            | 3,5                   | 650                        |                                     | 200                       |
| Europe (E)  | Autres routes              | 2               | 100            | 3,5                   | 450                        |                                     | 150                       |
| Europe (E)  | Autres routes              | 2               | 80             | 3,5                   | 240                        |                                     | 100                       |
| Europe (E)  | Autres routes              | 2               | 60             | 3,5                   | 435                        |                                     | 70                        |

Pour répondre à des objectifs de sécurité routière, certains dispositifs ralentisseurs comme les chicanes ou les coussins berlinois sont insérés sur les routes. Ceci permet d'obtenir une réduction effective de la vitesse, indépendamment de la limitation réglementaire de vitesse.

## Données ouvertes
Des bases de données dites open data disposent de limitation de vitesses de différentes sections de routes de différents pays.
Par exemple, OpenStreetMap compte 2 201 456 rues (ou section de chemins) limités à 50 km/h et 1 970 509 rues (ou chemins) limités à 30 km/h, 541 966 rues (ou section de chemins) limités à 40 km/h, 513 274 rues (ou section de chemins) limités à 60 km/h.
Certaines applications utilisent la localisation GPS, pour estimer une idée de la limitation de vitesse possible. Ce type d'application fonctionne sur téléphone, ou grâce à une puce intégrée, et est destiné à complémenter les véhicules dont l'équipement de navigation ne collecte pas déjà ces données.

## Amérique du Nord
| Pays       | Vitesse en agglomération   | Hors agglomération          | Autoroutes (hors agglomération) | Nota |
| ---------- | -------------------------- | --------------------------- | ------------------------------- | --- |
| Canada     | 30 à 50 km/h               | 70 à 100 km/h               | 80 à 120 km/h                   | Sur autoroute la vitesse est habituellement limitée à 100 km/h, c'est le cas dans les provinces les plus peuplées dont le Québec et l'Ontario, certaines provinces moins peuplées ont une limitation plus importante à 110 km/h. En Colombie-Britannique, la vitesse autoroutière est de 120 km/h. |
| États-Unis | 40 à 72 km/h (25 à 45 mph) | 64 à 121 km/h (40 à 75 mph) | 89 à 137 km/h (55 à 80 mph)     | La majorité des États ont une vitesse maximale sur autoroute de 70 mph (113 km/h), c'est le cas de l'État le plus peuplé : la Californie ainsi que de la Floride. Les États du Nord-Est (mégalopole BosWash couvrant Boston, New York, Philadelphie et Washington) ont une limitation maximale sur autoroute plus faible de 65 mph (105 km/h). À l'inverse, le Texas est l'État où la limite est la plus élevée avec une vitesse maximale de 85 mph (137 km/h). |
| Groenland  | 50 km/h                    | 80 km/h                     | Pas d'autoroutes                | |
| Mexique    | 60 km/h                    | 70 à 90 km/h                | 90 à 110 km/h                   | La vitesse est habituellement limitée à 60 km/h en ville sauf mention contraire. |

### Canada
La limitation en zone urbaine est de 50 km/h, certaines zones résidentielles sont limités à 30 km/h. Sur autoroute la vitesse est habituellement limitée à 100 km/h, c'est le cas dans les provinces les plus peuplées dont le Québec et l'Ontario, certaines provinces moins peuplées ont une limitation plus importante à 110 km/h.
| sur routes         | sur voies express et autoroutes                                                                |
| ------------------ | ---------------------------------------------------------------------------------------------- |
| 70 / 80 / 90 / 100 | 100 (110 en Alberta, Nouveau-Brunswick, Saskatchewan et Manitoba; 120 en Colombie-Britannique) |

### États-Unis

Limitations de vitesse aux États-Unis. 60 mph correspondent à 97 km/h, 65 mph à 105 km/h, 70 mph à 113 km/h, 75 mph à 121 km/h, 80 mph à 129 km/h et 85 mph à 137 km/h.

Aux États-Unis, la vitesse maximale autorisée varie selon les États, elle va de 25 à 45 mph (40 à 72 km/h) en zone urbaine, et de 60 à 85 mph (95 à 137 km/h) sur autoroute. La majorité des États ont une vitesse maximale sur autoroute de 70 mph (113 km/h), c'est le cas de l'État le plus peuplé : la Californie ainsi que de la Floride. Les États du Nord-Est (mégalopole BosWash couvrant Boston, New York, Philadelphie et Washington) ont une limitation maximale sur autoroute plus faible de 65 mph (105 km/h). À l'inverse, le Texas est l'État où la limite est la plus élevée avec une vitesse maximale de 85 mph (137 km/h).

## Amérique Centrale
| Pays                   | Vitesse en Agglomération | Hors agglomération (hors autoroute) | Autoroutes (hors agglomération) |
| ---------------------- | ------------------------ | ----------------------------------- | ------------------------------- |
| Costa Rica             | 50 km/h                  | 50 à 100 km/h                       | Pas d'autoroutes                |
| Cuba                   | 40 à 60 km/h             | 60 km/h                             | 100 km/h                        |
| Jamaïque               | 50 km/h                  | 50 km/h                             | 70 à 110 km/h                   |
| Guatemala              | 60 km/h                  | 90 km/h                             | 100 km/h                        |
| Nicaragua              | 45 km/h                  | 60 km/h                             | 100 km/h                        |
| Panama                 | 40 à 60 km/h             | 80 à 100 km/h                       | 120 km/h                        |
| République dominicaine | 60 km/h                  | 80 km/h                             | 100 km/h                        |
| Salvador               | 40 km/h                  | 90 km/h                             | 90 km/h                         |
| Trinité-et-Tobago      | 50 km/h                  | 80 km/h                             | 80 km/h                         |

## Amérique du Sud
| Pays      | Vitesse en Agglomération                   | Hors agglomération (hors autoroute) | Autoroutes (hors agglomération) |
| --------- | ------------------------------------------ | ----------------------------------- | ------------------------------- |
| Argentine | 40 à 60 km/h (20 à 70 km/h à Buenos Aires) | 110 km/h                            | 120 à 130 km/h                  |
| Bolivie   | 40 km/h                                    | 70 km/h                             | 80 km/h                         |
| Brésil    | 40 à 60 km/h                               | 80 km/h                             | 110 km/h,                       |
| Chili     | 60 km/h                                    | 100 km/h                            | 120 km/h                        |
| Colombie  | 60 km/h                                    | 80 km/h                             | 120 km/h                        |
| Équateur  | 50 km/h                                    | 90 km/h                             | 100 km/h                        |
| Guyana    | -                                          | 80 km/h                             | 100 km/h                        |
| Paraguay  | 40 à 60 km/h                               | 80 à 110 km/h                       | 80 à 110 km/h                   |
| Pérou     | 30 à 60 km/h                               | 80 km/h                             | 100 km/h                        |
| Suriname  | 40 à 50 km/h                               | 80 km/h                             | 80 km/h                         |
| Uruguay   | 45 km/h                                    | 90 km/h                             | Pas d'autoroutes                |
| Venezuela | 15 à 30 km/h                               | 80 à 120 km/h                       | Pas d'autoroutes                |

## Asie

### Chine
En Chine, la vitesse maximale autorisée en zone urbaine est de 50 km/h mais peut être portée jusqu'à 80 km/h sur les routes spécialement aménagées à cet effet. Hors agglomération, la limitation est également de 80 km/h, elle est portée à 100 km/h dans des autoroutes et voies rapides.
La limitation de vitesse en ville est laissée à la libre appréciation de chaque ville.

### Corée du Sud
La vitesse maximale autorisée est de 60 km/h en ville comme hors agglomération dans le cas où les 2 voies ne sont pas séparées. Hors agglomération, lorsque les deux voies sont séparées, cette limitation est parfois portée à 80 km/h. Les voies rapides et autoroutes publiques sont également limitées à 80 km/h. Sur les autoroutes privées, la vitesse maximale autorisée est habituellement de 100 km/h mais peut être théoriquement portée jusqu'à 120 km/h sur décision de la Korea Expressway Corporation.

### Indonésie
La limitation de vitesse dépend des indications présentes sur la route. Elle peut varier entre 40 km/h sur les routes secondaires et 80 km/h sur les routes principales que la zone soit urbanisée ou non. Sur les autoroutes et voie rapides, la limitation varie entre 60 km/h et 100 km/h.

### Japon
En ville, la vitesse est habituellement limitée à 40 km/h. Sur les routes non séparées, hors agglomération, la limitation est à 60 km/h, tandis que sur autoroute la vitesse maximale autorisée est de 100 km/h, 120 km/h sur certaines portions particulières.

### Taïwan
La vitesse est limitée à 50 km/h sur l'ensemble des routes taïwanaises mais peut être réduite à 40 km/h dans les zones résidentielles. Sur autoroutes et voies rapides, elle est de 100 km/h excepté sur le Freeway no 3 où la vitesse maximale autorisée est de 110 km/h ce qui en fait une des routes avec la limitation de vitesse la plus élevée d'Asie de l'Est.
| Pays         | Vitesse en Agglomération | Hors agglomération (hors autoroute) | Autoroutes (hors agglomération)                          |
| ------------ | ------------------------ | ----------------------------------- | -------------------------------------------------------- |
| Brunei       | 50 km/h                  | 80 km/h                             | 100 km/h                                                 |
| Cambodge     | 60 km/h                  | 90 km/h                             | 120 km/h                                                 |
| Chine        | 30 à 60 km/h             | 60 à 80 km/h                        | 100 à 120 km/h                                           |
| Hong Kong    | 20 à 60 km/h             | 50 à 80 km/h                        | 60 à 80 km/h                                             |
| Macao        | 50 km/h                  | 50 à 80 km/h                        | 100 à 110 km/h                                           |
| Corée du Sud | 30 à 60 km/h             | 80 à 90 km/h                        | 80 à 120 km/h                                            |
| Inde         | 50 km/h                  | 80 km/h                             | 120 km/h                                                 |
| Indonésie    | 30 à 60 km/h             | 60 à 80 km/h                        | 80 à 100 km/h                                            |
| Iran         | 50 km/h                  | 70 à 110 km/h                       | 70 à 120 km/h                                            |
| Israël       | 50 km/h                  | 80 à 90 km/h                        | 100 à 110 km/h                                           |
| Japon        | 30 à 60 km/h             | 30 à 60 km/h                        | 100 à 120 km/h 70 à 80 km/h (sur voie rapide à une voie) |
| Kazakhstan   | 60 km/h                  | 110 km/h                            | 140 km/h                                                 |
| Liban        | 50 km/h                  | -                                   | 100 km/h                                                 |
| Malaisie     | 30 à 60 km/h             | 70 à 90 km/h                        | 110 km/h                                                 |
| Népal        | 40 km/h                  | 80 km/h                             | -                                                        |
| Pakistan     | 40 km/h                  | 50 à 80 km/h                        | 100 à 120 km/h                                           |
| Philippines  | 80 km/h                  | 80 à 120 km/h                       |                                                          |
| Singapour    | 50 km/h                  | 80 à 90 km/h                        | 90 km/h                                                  |
| Taïwan       | 40 à 60 km/h             | 50 à 80 km/h                        | 100 à 110 km/h                                           |
| Thaïlande    | 60 à 80 km/h             | 90 km/h                             | 120 km/h                                                 |

## Europe
Dans beaucoup de pays européens, pour des raisons de sécurité, une vitesse maximale est prévue en fonction du type de route : route en agglomération, autoroutes ou réseau secondaire. Ces vitesses maximales dépendent du pays ou de la région et peuvent faire l'objet d'adaptation à chaque particularité de route. En Europe, 7 accidents sur 10 ont lieu en agglomération.
Dans la plupart des pays de l'Union européenne, la législation veut que l'on ne dépasse pas la vitesse de 50 km/h en agglomération, même si cette vitesse peut être relevée dans des voies aménagées ou réduites à 30 km/h dans certaines zones résidentielles. De nombreux pays sont dotés de dispositifs de sanction automatique visant principalement les excès de vitesse.
Certains pays de petites tailles et de courtes routes ont des limitations de vitesse moins élevées, notamment l'Andorre, le Vatican, Malte et Guernesey.
Dans l'UE, les excès de vitesse font partie des infractions pouvant être échangées entre les pays membres dans le cadre de la Directive (UE) 2015/413 du Parlement européen et du Conseil du 11 mars 2015 facilitant l'échange transfrontalier d'informations concernant les infractions en matière de sécurité.
L'Union européenne veut également permettre le système d'adaptation intelligente de la vitesse.
L'Europe se caractérise par une distinction entre voie rapide d'une part et autoroute d'autre part, les vitesses autorisées sur autoroute étant généralement plus élevées que sur voie rapide.
L'Europe se caractérise par les limitations de vitesse sur autoroute les plus élevées au monde[réf. nécessaire]. L'Union européenne recommande une vitesse maximale inférieure à 130 km/h. Toutefois en Allemagne, les deux tiers des tronçons d'autoroute n'ont pas de limitation de vitesse maximale mais seulement une vitesse recommandée et en Pologne ainsi qu'en Bulgarie, la vitesse maximale est de 140 km/h. La plupart des pays ont une vitesse maximale de 120 km/h (c'est le cas de la Suisse et de la Belgique) ou de 130 km/h (c'est le cas de la France), ce qui reste plus élevé qu'en Amérique du Nord ou en Asie. La Norvège est le pays européen avec la vitesse maximale sur autoroute la plus basse, elle s'élève à 100 km/h.
Dans les pays de l'Union européenne, suivant les pays, la vitesse maximale des poids lourds peut-être limitée à 80 km/h, et celle des autocars entre 80 et 100 km/h.
Toutefois, la France et le Luxembourg sont les seuls pays de l'UE à définir des limitations de vitesse moindre lors des intempéries (pluie, brouillard).
| Type de route     | 60 km/h | 80 km/h | 100 km/h | 120 km/h | 140 km/h |
| ----------------- | ------- | ------- | -------- | -------- | -------- |
| Autoroutes        | x       | 80      | 100      | 120      | 140      |
| Routes expresses  | 60      | 80      | 100      | 120      | x        |
| Routes ordinaires | 60      | 80      | 100      | x        | x        |

Certains pays européens disposent d'observatoires pour vérifier que les vitesses pratiquées sont cohérentes avec la vitesse maximale. En plus de la France, cinq  pays européens publient régulièrement des observations de vitesse : la Belgique,
le Danemark, la Finlande, la Grande-Bretagne et l'Irlande.

### En agglomération
- 40 km/h
- 50 km/h
- 60 km/h

- La plupart des pays européens ont une vitesse urbaine limitée à 50 km/h avec des restrictions locales à 30 km/h plus ou moins fréquentes
- Le Belarus, La Russie et l’Azerbaïdjan ont conservé des vitesses maximales urbaines de 60 km/h

En Europe, les limitations de vitesse urbaines ont longtemps été nationalement uniformes à 50 km/h ou à 60 km/h, suivant les états. De nos jours, la vitesse est limitée à 30 km/h dans une partie non négligeable de certaines villes, notamment au travers de zone 30 ou dans des rues étroites, selon les pays. Le 50 km/h reste en vigueur par ailleurs.
Certaines limitations de vitesses sont supérieures ; c'est le cas avec la vitesse limitée à 70 km/h sur certains contournements urbains comme la route Centre-Europe Atlantique et la rocade de Rennes. Toutefois, d'autres autoroutes urbaines peuvent aussi parfois être limitées à 90 km/h.
La résolution adoptée le 27 septembre 2011 par le Parlement européen, recommande « vivement aux autorités responsables de limiter à 30 km/h la vitesse maximale dans les zones résidentielles et sur toutes les routes à voie unique des zones urbaines qui ne présentent pas de piste (ou bande) distincte pour les cyclistes, et ce afin de mieux protéger les usagers vulnérables…».
Les chiffres stipulés par les règles générales font parfois l'objet de spécificités réglementaires locales. Ainsi, en France par exemple, la vitesse maximale en ville est généralement de 50 km/h (contre 60 km/h jusqu'au 1er décembre 1990) 
À Berlin, 70 % des voies sont classées en zone 30. C'est la première ville à avoir expérimenté les coussins berlinois.
En France, les villes disposent de la possibilité de limiter la vitesse dans certaines zones. Ainsi, la commune de Lyon dispose de la plus grande zone 30 d'Europe, une zone qui couvre 500 hectares et compte 87 kilomètres de voirie. À Grenoble, depuis l'été 2016, 43 des 49 communes de l'agglomération disposent de limitation de vitesse à 30 km/h : seuls quelques axes disposent d'une possibilité de rouler à 50 km/h. La ville de Paris est inscrite dans une démarche similaire.
Au Royaume-Uni, 25 % des rues de Londres sont limitées à 20 miles par heure, soit environ l'équivalent de 30 km/h.
| Pays               | Agglomération                                  | Hors agglomération (Hors autoroute)            | Autoroutes (Hors agglomération) |
| ------------------ | ---------------------------------------------- | ---------------------------------------------- | ------------------------------- |
| Albanie            | 40 km/h                                        | 80 km/h                                        | 110 km/h                        |
| Allemagne          | 50 km/h                                        | 100 km/h                                       | Non limitées                    |
| Andorre            | 50 km/h                                        | 90 km/h                                        | Pas d'autoroutes                |
| Arménie            | 60 km/h                                        | 90 km/h                                        | 110 km/h                        |
| Autriche           | 50 km/h                                        | 100 km/h                                       | 130 km/h                        |
| Azerbaïdjan        | 60 km/h                                        | 90 km/h                                        | 110 km/h                        |
| Biélorussie        | 60 km/h                                        | 90 km/h                                        | 110 km/h                        |
| Belgique           | 30 km/h (Bruxelles) 50 km/h (Flandre/Wallonie) | 70 km/h (Bruxelles/Flandre) 90 km/h (Wallonie) | 120 km/h                        |
| Bosnie-Herzégovine | 60 km/h                                        | 80 km/h                                        | 130 km/h                        |
| Bulgarie           | 50 km/h                                        | 90 km/h                                        | 140 km/h                        |
| Croatie            | 50 km/h                                        | 90 km/h                                        | 130 km/h                        |
| Chypre             | 50 km/h                                        | 80 km/h                                        | 100 km/h                        |
| Danemark           | 50 km/h                                        | 90 km/h                                        | 130 km/h                        |
| Espagne            | 50 km/h                                        | 90 km/h                                        | 120 km/h                        |
| Estonie            | 50 km/h                                        | 90 km/h                                        | 110 km/h                        |
| Finlande           | 50 km/h                                        | 80 km/h                                        | 120 km/h                        |
| France             | 50 km/h                                        | 80 km/h (90 km/h dans certaines conditions)    | 130 km/h                        |
| Grèce              | 50 km/h                                        | 90 km/h                                        | 130 km/h                        |
| Guernesey          | 40 km/h                                        | 55 km/h                                        | Pas d'autoroutes                |
| Hongrie            | 50 km/h                                        | 90 km/h                                        | 130 km/h                        |
| Islande            | 50 km/h                                        | 90 km/h                                        | Pas d'autoroutes                |
| Irlande            | 50 km/h                                        | 80 km/h                                        | 120 km/h                        |
| Italie             | 50 km/h                                        | 90 km/h                                        | 130 km/h                        |
| Jersey             | 50 km/h                                        | 65 km/h                                        | Pas d'autoroutes                |
| Liechtenstein      | 50 km/h                                        | 80 km/h                                        | Pas d'autoroutes                |
| Lettonie           | 50 km/h                                        | 90 km/h                                        | Pas d'autoroutes                |
| Lituanie           | 50 km/h                                        | 90 km/h                                        | 130 km/h                        |
| Luxembourg         | 50 km/h                                        | 90 km/h                                        | 130 km/h                        |
| Macédoine du Nord  | 50 km/h                                        | 80 km/h                                        | 120 km/h                        |
| Malte              | 50 km/h                                        | 80 km/h                                        | Pas d'autoroutes                |
| Moldavie           | 50 km/h                                        | 90 km/h                                        | Pas d'autoroutes                |
| Monaco             | 50 km/h                                        | Pas de réseaux secondaire                      | Pas d'autoroutes                |
| Monténégro         | 50 km/h                                        | 80 km/h                                        | Pas d'autoroutes                |
| Norvège            | 50 km/h                                        | 80 km/h                                        | 110 km/h                        |
| Pays-Bas           | 50 km/h                                        | 80 km/h                                        | 100 km/h (130 km/h la nuit)     |
| Pologne            | 50 km/h                                        | 100 km/h                                       | 140 km/h                        |
| Portugal           | 50 km/h                                        | 90 km/h                                        | 120 km/h                        |
| Tchéquie           | 50 km/h                                        | 90 km/h                                        | 130 km/h                        |
| Roumanie           | 50 km/h                                        | 100 km/h                                       | 130 km/h                        |
| Royaume-Uni        | 50 km/h                                        | 95 km/h                                        | 110 km/h                        |
| Russie             | 60 km/h                                        | 90 km/h                                        | 130 km/h                        |
| Saint-Marin        | 50 km/h                                        | 70 km/h                                        | Pas d'autoroutes                |
| Serbie             | 50 km/h                                        | 80 km/h                                        | 130 km/h                        |
| Slovaquie          | 50 km/h                                        | 90 km/h                                        | 130 km/h                        |
| Slovénie           | 50 km/h                                        | 90 km/h                                        | 130 km/h                        |
| Suède              | 50 km/h                                        | 90 km/h                                        | 120 km/h                        |
| Suisse             | 50 km/h                                        | 80 km/h                                        | 120 km/h                        |
| Ukraine            | 50 km/h depuis 2018(ou 60 km/h avant)          | 90 km/h                                        | 130 km/h                        |
| Vatican            | 30 km/h                                        | Pas de réseaux secondaire                      | Pas d'autoroutes                |

### Hors agglomération
|               | Autos et Motos | Autos et Motos                                                                                   | Autos avec remorque | Autos avec remorque        | |
| Pays          | sur routes     | voies express / autoroutes                                                                       | sur routes          | voies express / autoroutes | Nota |
| ------------- | -------------- | ------------------------------------------------------------------------------------------------ | ------------------- | -------------------------- | --- |
| Allemagne     | 100            | Aucune (120 ou 100), La vitesse maximale recommandée est de 130 km/h en l'absence d'autre limite | 80                  | 80 / 100                   | Près des deux tiers des autoroutes allemandes n'ont pas de limitation de vitesse permanente,. |
| Autriche      | 100            | 130 (140 en expérimentation sur deux tronçons en 2018)                                           | 80                  | 100                        | |
| Belgique      | 70/90          | 90 / 120                                                                                         | 90                  | 90 / 120                   | |
| Chypre        | 80             | 100                                                                                              | 80                  | 100                        | |
| Croatie       | 80/100         | 130                                                                                              | 80                  | 80                         | |

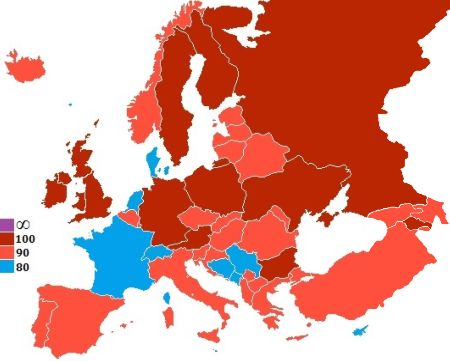
Limitations de vitesse hors agglomération en Europe

Limitations de vitesse en Europe sur autoroute

| Danemark      | 80             | 110/130                                                                                          | 80                  | 80                         | Passage à 130 km/h sur autoroute en avril 2004 sur la moitié du réseau autoroutier représentant un tiers du trafic. Après avoir expérimenté des vitesses à 90kmh, la limite de 80 km/h a été maintenue. |
| Espagne       | 90             | 120                                                                                              | 80                  | 90                         | Baisse de 100 à 90 km/h le 29 janvier 2019, permettant une importante baisse de la mortalité sur l'année 2019.                                                                                          |
| Finlande      | 80/100         | 120                                                                                              | 60/80               | 80                         | |
| France        | 80 / 90        | 110 (100) /130 (110)                                                                             | 80 / 90             | 110 (100) /130 (110)       | Depuis le 1er juillet 2018, la vitesse sur route à double sens sans séparateur central est réduite à 80 km/h pour tous types de véhicules. L’efficacité de cette mesure sera évaluée en 2020.           |
| Grèce         | 90             | 110 / 130                                                                                        | 80                  | 80 / 90                    | |
| Hongrie       | 90/110         | 130                                                                                              | 70                  | 80                         | |
| Irlande       | 80/100         | 120                                                                                              | 80/100              | 80                         | |
| Italie        | 90/130         | 110 / 130                                                                                        | 70                  | 80                         | En 2009, le ministre des transports italiens avait pour projet de monter la vitesse sur certaines autoroutes à 150 km/h, mais ce projet fut rejeté.                                                     |
| Liechtenstein | 80             |                                                                                                  | 80                  |                            | |
| Luxembourg    | 70/90/110      | 110 / 130                                                                                        | 75/90               | 90                         | |
| Malte         | 80             |                                                                                                  | 60                  |                            | |
| Monaco        | 50             |                                                                                                  | 50                  |                            | |
| Norvège       | 80             | 90 / 100                                                                                         | 80                  | 80                         | |
| Pays-Bas      | 80/100         | 130 (la nuit) 100 (en journée)                                                                   | 80                  | 80                         | En 2020, la vitesse sur autoroute est réduite à 100 km/h le jour (entre 6 h et 19 h), pour des raisons environnementales.                                                                               |
| Pologne       | 90/100         | 120 / 140                                                                                        | 70                  | 80                         | |
| Portugal      | 90/100         | 120                                                                                              | 70/80               | 100                        | |
| Tchéquie      | 90             | 110 / 130                                                                                        | 80                  | 80                         | |
| Roumanie      | 90/100         | 130                                                                                              | 80                  | 100                        | |
| Royaume-Uni   | 96/112         | 112                                                                                              | 80/96               | 96                         | La vitesse moyenne pratiquée sur les routes rurales est de 77 km/h. |
| Serbie        | 70/80/100      | 100 / 130                                                                                        | 80                  | 80                         | |
| Slovaquie     | 90             | 130                                                                                              | 80                  | 80                         | |
| Slovénie      | 90/100         | 130                                                                                              | 80                  | 80                         | |
| Suède         | 70/90          | 110 ou 120                                                                                       | 80                  | 80                         | |
| Suisse        | 80             | 100/120                                                                                          | 80                  | 80                         | |
| Vatican       | 30             |                                                                                                  | 30                  |                            | |

### Détails par pays
- Albanie
- Allemagne
- Andorre
- Autriche
- Azerbaïdjan
- Belgique
- Biélorussie
- Bosnie-Herzégovine
- Bulgarie
- Chypre
- Croatie
- Danemark
- Espagne
- Estonie
- Finlande
- France
- Géorgie
- Grèce
- Hongrie
- Irlande
- Islande
- Italie
- Kazakhstan
- Lettonie
- Liechtenstein
- Lituanie
- Luxembourg
- Macédoine du Nord
- Malte
- Monaco
- Moldavie
- Monténégro
- Norvège
- Pays-Bas
- Pologne
- Portugal
- Tchéquie
- Roumanie
- Royaume-Uni
- Russie
- Saint-Marin
- Serbie
- Slovaquie
- Slovénie
- Suède
- Suisse
- Turquie[fn 4]
- Ukraine

## Afrique
| Pays                             | zone urbaine | routes rurales | voies express / autoroutes | Sources |
| -------------------------------- | ------------ | -------------- | -------------------------- | ------- |
| Algérie                          | 50           | 100            | 120                        | [ 62 ]  |
| Angola                           | 60           | 90             | 120                        | [ 62 ]  |
| Botswana                         | 60           | 80             | 120                        | [ 62 ]  |
| Burkina Faso                     | 50           | 90             | non                        | [ 62 ]  |
| Cap-Vert                         | 50           | 90             | 120                        | [ 62 ]  |
| Cameroun                         | 60           | 110            | non                        | [ 62 ]  |
| République centrafricaine        | 60           | 110            | non                        | [ 62 ]  |
| Tchad                            | 60           | 110            | non                        | [ 62 ]  |
| République du Congo              | 60           | 110            | non                        | [ 62 ]  |
| Côte d'Ivoire                    | 60           | 110            | 120                        | ,       |
| République démocratique du Congo | 60           | 90             | 120                        | [ 62 ]  |
| Djibouti                         | 30 & 50      | 80             | non                        | [ 62 ]  |
| Égypte                           | 60           | 90             | 100                        | [ 62 ]  |
| Érythrée                         | 60           | 100            | non                        | [ 62 ]  |
| Éthiopie                         | 60           | 70             | 100                        | [ 62 ]  |
| Gabon                            | 60           | 110            | non                        | [ 62 ]  |
| Gambie                           | non          | non            | non                        | [ 62 ]  |
| Ghana                            | 50           | 90             | 100                        | [ 62 ]  |
| Kenya                            | 50           | 100            | 110                        | [ 62 ]  |
| Lesotho                          | 50           | 80             | non                        | [ 62 ]  |
| Liberia                          | ~ 40         | ~ 56           | ~ 72                       | [ 62 ]  |
| Libye                            | 50           | 85             | 100                        | [ 62 ]  |
| Madagascar                       | 50 à 80      | non            | non                        | [ 62 ]  |
| Malawi                           | 50           | 80             | 100                        | [ 62 ]  |
| Mali                             | 50           | 90             | 120                        | [ 62 ]  |
| Mauritanie                       | 80           | 100            | 100                        | [ 62 ]  |
| Maurice                          | 90           | 90             | 110                        | [ 62 ]  |
| Maroc                            | 60           | 100            | 120                        | [ 62 ]  |
| Mozambique                       | 60           | 120            | non                        | [ 62 ]  |
| Namibie                          | 60           | 120            | 120                        | [ 62 ]  |
| Niger                            | 50           | non            | non                        | [ 62 ]  |
| Nigeria                          | 50           | 80             | 100                        | [ 62 ]  |
| Rwanda                           | 40           | 80             | non                        | [ 62 ]  |
| Sénégal                          | non          | 90             | 110                        | [ 62 ]  |
| Somalie                          | 40           | 60             | non                        | [ 62 ]  |
| Afrique du Sud                   | 60           | 100            | 120                        | [ 62 ]  |
| Soudan                           | 50           | 90             | non                        | [ 62 ]  |
| Eswatini                         | 100          | 100            | 100                        | [ 62 ]  |
| Tunisie                          | 50           | 90             | 110                        | [ 62 ]  |
| Ouganda                          | 50           | 100            | non                        | [ 62 ]  |
| Zambie                           | 50           | 100            | non                        | [ 62 ]  |
| Zimbabwe                         | 60           | 120            | 120                        | [ 62 ]  |

## Australie
La limitation est de 50 km/h en agglomération. Elle est de 110 km/h sur routes et autoroutes à l'exception du Territoire du Nord où elle est fixée à 130 km/h depuis 2007 (auparavant pas de limitation).
Le gouvernement australien établit sur 200 km d'autoroute une période d'essai en 2014 où les limitations de vitesse sont supprimées. Cependant, le gouvernement du Territoire du Nord fait machine arrière en novembre 2016 et réinstaure une limitation de vitesse à 130 km/h sur l'ensemble de ses autoroutes.